# Sociologia urbana
La sociologia urbana è lo studio sociologico della vita sociale e dell'interazione umana nelle aree metropolitane. Si inserisce nel quadro della teoria sociologica generale. Anch'essa studia i principali processi sociali ma si concentra sull'analisi del rapporto tra uomo e ambiente, e nello specifico tra uomo e città. È una disciplina normativa della sociologia tesa alla ricerca nell'ambito delle strutture, dei processi, dei cambiamenti e dei problemi di un'area urbana e, in tal modo, a provvedere a input per la pianificazione urbanistica e la costruzione di politiche.
Come la maggior parte delle aree della sociologia, i sociologi urbani usano metodi come l'analisi statistica, osservazione, teoria sociale, interviste e altri per studiare un vasto ambito di argomenti, che comprendono migrazioni, andamenti demografici, economia, povertà, relazioni razziali ecc.

## Storia e approcci
Si possono distinguere alcuni diversi approcci all'interno della sociologia urbana.
Nel corso della rivoluzione industriale, sociologi come Max Weber ed Émile Durkheim si concentrarono sull'aumento dell'urbanizzazione della vita sociale e sugli effetti che produceva nelle persone nei sentimenti di alienazione sociale e anonimato.
Autori come Max Weber, Lewis Mumford o Friedrich Engels possono essere ricondotti alla prospettiva storica che si interessa degli aspetti sociali e politici che intervengono nella formazione ed evoluzione della città. 
La prospettiva urbanistica comprende invece Ebenezer Howard, Camillo Sitte, Le Corbusier, Frank Lloyd Wright e afferma che modificando gli spazi urbani si può contribuire a determinare il benessere e la serena convivenza di una società.
Fondamentale nella sociologia urbana è la prospettiva della scuola ecologica di Chicago di Robert Park, Ernest Burgess e Roderick McKenzie, autori del fondamentale saggio La città, pubblicato nel 1915. In questa prospettiva la città, vista come un ambiente naturale e come un modello biologico, è caratterizzata da meccanismi di competizione, simbiosi e dominanza. Molte delle affermazioni della Scuola di Chicago sono state ridefinite o rifiutate, ma è tutt'oggi parte dell'insegnamento odierno della disciplina.
Parte della sociologia urbana si concentra sullo studio della personalità urbana e dei comportamenti che avvengono all'interno della città. È questo il caso di Georg Simmel e della scuola psicologico-sociale.